# 扬·提尔森

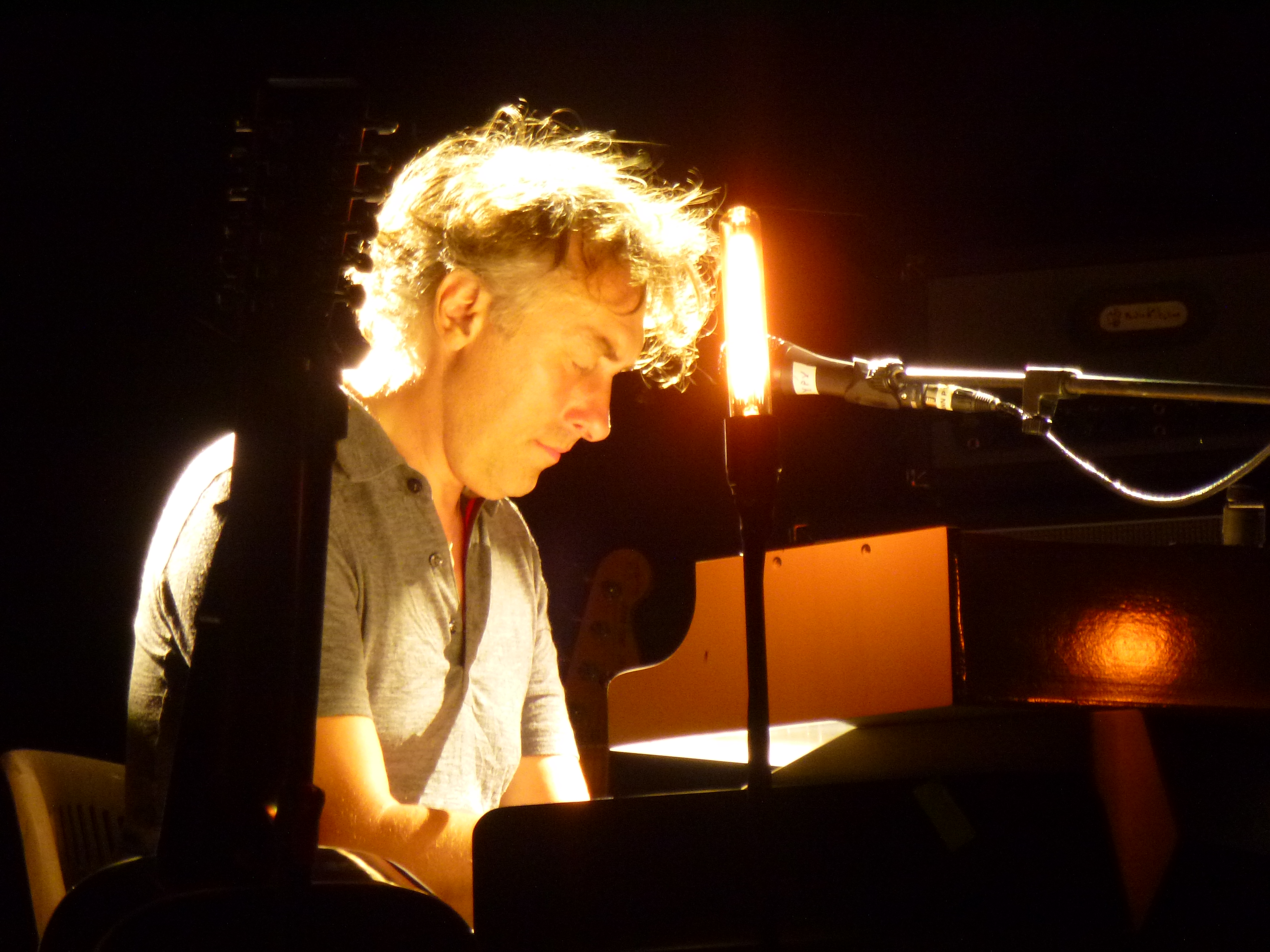
Yann Tiersen·Infinity tour 2014 - Prato

扬·提尔森（Yann Tiersen；1970年6月23日—），法国前卫音乐家。他以才华横溢，抽象化的作曲风格为世人所了解，擅长在乐曲中运用多种不同的乐器，他的音乐作品中通常使用钢琴，手风琴和几种小提琴作为主要乐器，但也有多首乐曲突破了这种限制。乐评人常把他和风格相近的Erik Satie、Nino Rota及the Penguin Café Orchestra进行比较。扬·提尔森的所有唱片，包括获奖无数的电影原声配乐作品，均由EMI公司出版发行。

## 经历
扬·提尔森1970年出生在法国城市布雷斯特，在雷恩音乐学院接受古典音乐教育，还曾在Nantes音乐学院和Boulogne音乐学院学习过。在成名之前他曾为一些剧本和短片谱写背景音乐，但并无特别出众的作品。
1998年发行的他的第三张唱片《Le Phare》为他带来了一定的成功，但在法国之外的地区影响并不大，直到他在2001年为法国电影《艾蜜莉的異想世界》创作了OST（在该片中他混合运用了一些老歌和新歌）。
Tiersen曾为法国电影《La Vie Rêvée des Anges》（1998年，Erick Zonca导演），《Alice et Martin》（1998年，André Téchiné导演），《Qui Plume la Lune?》（1999年，Christine Carrière导演），《天使愛美麗》（2001年，让-皮埃尔·热内导演）及德国影片《再见列宁》（2003年，Wolfgang Becker导演）创作了原声音乐。
在他的专辑中，一些曲子是无伴唱的，而另一些由Tiersen自己或其他的演唱者演唱，因此Tiersen的专辑也经常由这些合作演唱者再次出版。在他的第五张专辑《L'absente》中，他与Françoiz Breut及Les Têtes Raides合作。2005年的新专辑《Les Retrouvailles》中则邀请到了Tindersticks乐队的Stuart Staples，Jane Birkin，早年《Cocteau Twins》乐队中的Elizabeth Fraser及日本流行歌手Gackt；Tiersen也为Staples的独唱专辑《Lucky Dog Recordings 03-04》做钢琴伴奏。
Tiersen的演奏会风格变化很大。有时他会邀请管弦乐队和他的一些演唱合作者到现场，而有时他只邀请一位鼓手兼低音提琴手和一位吉他弹奏者，Tiersen自己弹奏多种乐器：在一些舒缓的曲子中他弹奏钢琴，手风琴和小提琴，在节奏强烈的曲目中则弹奏电吉他。

## 唱片
- La Valse des Monstres (1995年)
- Rue des Cascades (1996年) 
  - 合作者：Claire Pichet
- Le Phare (1998年) 
  - 合作者：Claire Pichet, Dominique A
- Tout est Calme (1999年)
- Black Session (1999年，现场演奏专辑) 
  - 合作者：Neil Hannon (The Divine Comedy乐团), Bertrand Cantat (Noir Désir乐团), Françoiz Breut, The Married Monk, Les Têtes Raides及一支四重奏组合
  - 合作者：The Married Monk
- 天使艾米莉电影原声大碟 (2001年)
- L'Absente (2004年)
  - 合作者：the Vienna Symphony Orchestra, Lisa Germano, Neil Hannon (The Divine Comedy乐团), Dominique A, Françoiz Breut, Les Têtes Raides, Sacha Toorop (Zop Hopop乐团), the actress Natacha Regnier, Christian Quermalet (The Married Monk乐团), Marc Sens, Christine Ott及一支四重奏组合
- C’était ici (2002年)
- 再见列宁电影原声大碟 (2003年)
  - 合作者:Claire Pichet
- 扬·提尔森 & Shannon Wright (2004年)
  - 合作者:Shannon Wright
- Les Retrouvailles (2005年)
  - 合作者:Stuart Staples (Tindersticks乐团), Jane Birkin , Elizabeth Fraser(极地双子星乐团)
- Tabarly (2008年)
  - 电影原声，为纪念Éric Tabarly逝世10周年的电影《Tabarly》配乐